# Neoamblyolpium
Genre
Neoamblyolpium est un genre de pseudoscorpions de la famille des Garypinidae.

## Distribution
Les espèces de ce genre sont endémiques des États-Unis.

## Liste des espèces
Selon Pseudoscorpions of the World (version 3.0) :
- Neoamblyolpium alienum Hoff, 1956
- Neoamblyolpium giulianii Muchmore, 1980

## Publication originale
- Hoff, 1956 : Diplosphyronid pseudoscorpions from New Mexico. American Museum Novitates, no 1780, p. 1-49 (texte intégral).